# Triaenops
Genre
Triaenops est un genre de chauves-souris de la famille des Rhinolophidae, ou de la famille des Hipposideridae selon les classifications modernes.

## Liste d'espèces
Selon la troisième édition de Mammal Species of the World, de 2005, quatre espèces sont distinguées :
- Triaenops auritus
- Triaenops furculus
- Triaenops persicus
  - sous-espèce Triaenops persicus afer
  - sous-espèce Triaenops persicus majusculus
  - sous-espèce Triaenops persicus persicus
- Triaenops rufus

Cependant, une révision du matériel type de Triaenops rufus en 2009 montre qu'il concerne l'espèce T. persicus et non une espèce malgache ; le nom de Triaenops menamena est décrit en remplacement. De son côté, la sous-espèce T. p. afer est élevée au rang d'espèce et en 2009 une nouvelle espèce est décrite, Triaenops parvus. D'autre part, par comparaison de spécimens provenant de l'atoll d'Aldabra aux Seychelles et attribués à T. furculus, avec ceux récoltés à Madagascar, des chercheurs ont montré en 2008 qu'il existe une autre espèce en provenance plus précisément de l'île Picard (atoll d'Aldabra). Elle a été nommée pour le moment Triaenops pauliani n. sp. Celle-ci diffère des autres espèces du genre par certaines mesures et caractéristiques externes, crâniennes et dentaires, notamment la feuille nasale à trois dents. En 2009, T. auritus, T. furculus et T.  pauliani sont déplacées vers le genre Paratriaenops.

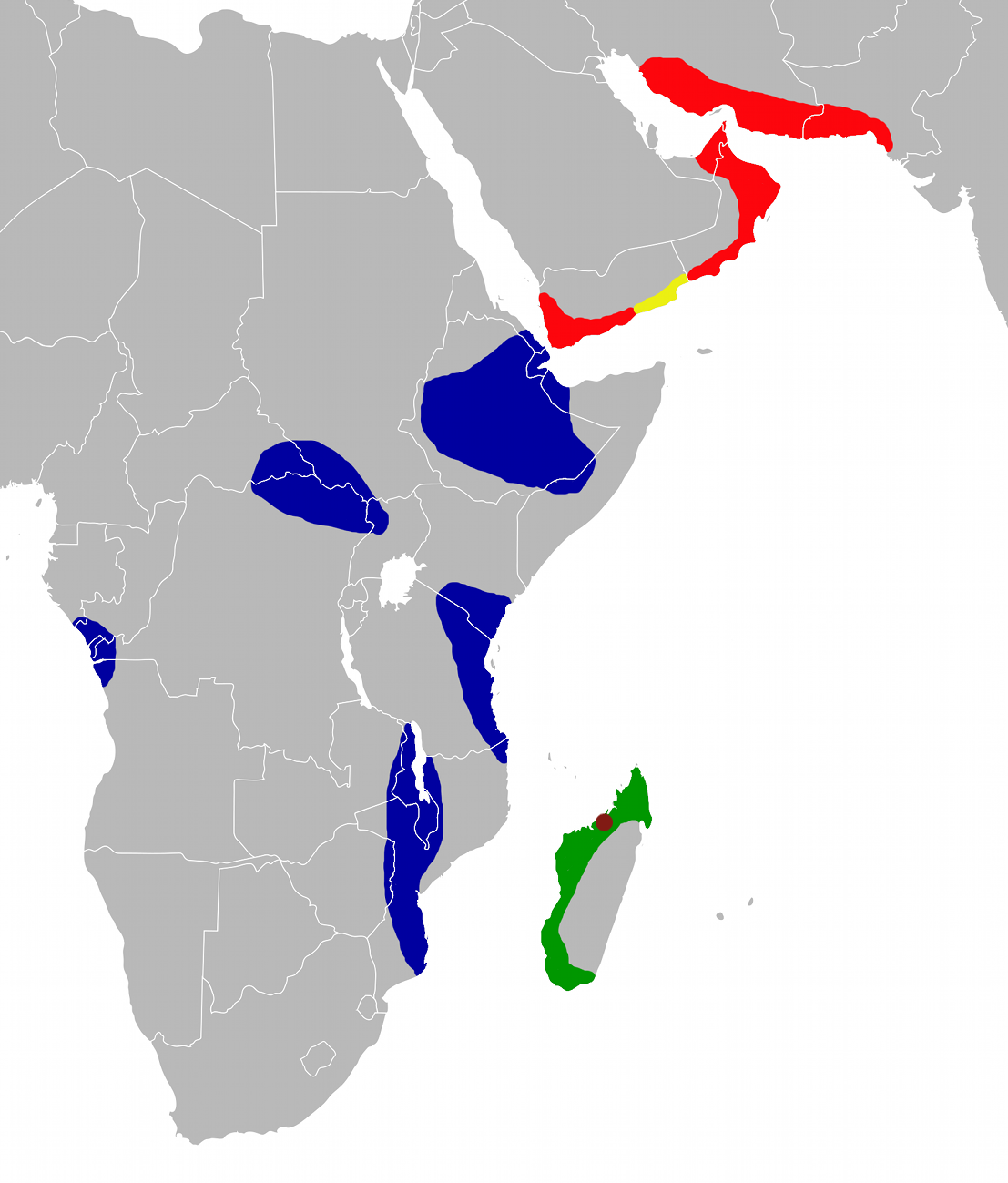
Distribution des différentes espèces du genre Triaenops :
Triaenops persicus
Triaenops persicus et Triaenops parvus
Triaenops afer
Triaenops menamena
Triaenops goodmani

Selon ces divers changements, le genre Triaenops compte donc quatre espèces :
- Triaenops afer
- Triaenops menamena
- Triaenops parvus
- Triaenops persicus

Enfin, une espèce fossile, Triaenops goodmani, a été décrite du Nord-Ouest de Madagascar en 2007.

## Répartition
Les chauves-souris de ce genre sont largement présentes en Afrique, dans certaines parties du Moyen-Orient et sur les îles de l'ouest de l'océan Indien. Deux espèces sont endémiques de Madagascar (T. rufus, T. auritus). Triaenops furculus est limitée  à Madagascar et aux îles occidentales des Seychelles.